# Fanny Hill
Fanny Hill: Memoirs of a Woman of Pleasure (lit. Fanny Hill: Memorias de una mujer de placer, popularmente conocida como Fanny Hill) es una novela erótica de John Cleland publicada en Inglaterra en 1748. Escrita mientras el autor se encontraba en la prisión de deudores en Londres, es considerada como «la primera prosa pornográfica inglesa, y la primera pornografía en usar la forma de la novela». Es uno de los libros más perseguidos y censurados de la historia, y se ha convertido en sinónimo de obscenidad.
Una versión expurgada (publicada en 1750) narra la vida de una prostituta londinense, describiendo con precisión escatológica y clínica diversas variedades de comportamiento sexual. Aunque elegantemente escrita, la novela fue condenada como pornografía y suprimida desde su publicación inicial, casi nunca mencionada en los círculos literarios. Sin embargo, se mantuvo impresa subrepticiamente, y durante casi dos siglos Fanny Hill gozó de una reputación lasciva. El libro no se publicó legalmente hasta 1970 en Inglaterra.
El libro ejemplifica el uso del eufemismo. El texto no contiene palabrotas ni términos científicos explícitos para referirse a las partes del cuerpo, pero emplea numerosos recursos literarios para describir los genitales. Por ejemplo, a la vagina es a veces llamada «la boca inferior» (en inglés: nethermouth). 
Una edición crítica de Peter Sabor incluye una bibliografía y notas explicativas. La colección «Launching "Fanny Hill"» contiene varios ensayos sobre los temas históricos, sociales y económicos que subyacen a la novela.
Esta novela se ha adaptado múltiples veces en el cine, como en Paprika (1991) de Tinto Brass o Fanny Hill (1964) de Russ Meyer.

## Historial editorial
La novela se publicó en dos entregas, el 21 de noviembre de 1748 y en febrero de 1749, por los hermanos Fenton y Ralph Griffiths bajo el nombre de «G. Fenton».  Se ha especulado que la novela fue escrita, al menos parcialmente, en 1740, mientras Cleland se encontraba apostado en Bombay como empleado de la Compañía Británica de las Indias Orientales.
Inicialmente, la novela no recibió respuesta gubernamental alguna. Sin embargo, en noviembre de 1749, un año después de la publicación de la primera entrega, Cleland y Ralph Griffiths fueron arrestados y acusados de «corromper a los súbditos del rey». Ante el tribunal, Cleland renunció a la novela y esta fue retirada oficialmente.
A medida que el libro se popularizaba, aparecieron ediciones piratas. Se creía que la escena casi final, en la que Fanny reacciona con asco al ver a dos jóvenes practicando sexo anal, era una interpolación hecha para estas ediciones piratas, pero la escena de hecho está presente en la primera edición (p. xxiii). En el siglo XIX, se vendieron copias del libro de forma clandestina en el Reino Unido, Estados Unidos y otros lugares.  En 1887, apareció una edición francesa con ilustraciones de Édouard-Henri Avril.

### Edición británica de Mayflower
En 1963, tras la decisión judicial de 1960 en el caso R contra Penguin Books Ltd, que permitió la publicación continua de El amante de Lady Chatterley, el editorial Mayflower Books, de Gareth Powell, publicó una versión de bolsillo y sin censura de Fanny Hill. La policía tuvo conocimiento de esta edición unos días antes de su publicación, tras ver un cartel en el escaparate de una tienda de magia de Tottenham Court Road, Londres. Un agente acudió a la tienda, compró un ejemplar y se lo entregó al magistrado de Bow Street, Sir Robert Blundell, quien emitió una orden de registro. Simultáneamente, dos agentes de la División de Publicaciones Obscenas de la Policía Metropolitana visitaron Mayflower Books para determinar si se conservaban ejemplares del libro en sus instalaciones. Entrevistaron a Powell, el editor, y se llevaron los cinco ejemplares que había allí. La policía regresó a la Tienda de Magia y confiscó 171 ejemplares del libro. En diciembre, Gold fue citado a declarar en virtud del artículo 3 de la Ley de Publicaciones Obscenas de 1959. Para entonces, Mayflower había distribuido 82 000 ejemplares, pero era Gold quien estaba siendo juzgado, aunque Mayflower cubrió las costas legales. El juicio tuvo lugar en febrero de 1964. La defensa argumentó que Fanny Hill era un libro de consulta histórica y una alegre celebración del sexo normal y no pervertido, más obsceno que pornográfico. La fiscalía replicó haciendo hincapié en una escena atípica de flagelación, y ganó. Mayflower decidió no apelar.
Luxor Press publicó una edición 9/6 en enero de 1964, con un texto «exactamente igual al empleado para la edición de lujo» de 1963. La contraportada incluye elogios de The Daily Telegraph y de la escritora y crítica Marghanita Laski. Tuvo numerosas reimpresiones durante los primeros dos años.
El caso Mayflower puso de relieve la creciente desconexión entre las leyes de obscenidad y la sociedad permisiva que se estaba desarrollando a finales de los años 1960 en Gran Bretaña, y fue decisivo para cambiar las opiniones hasta el punto de que en 1970 se publicó de nuevo en Gran Bretaña una versión sin censura de Fanny Hill.

## Argumento
Fanny Hill es una joven de la provincia inglesa, que llega a Londres, se reduce a cambiar sus encantos para escapar de la pobreza.  En el camino, conoce a muchos clientes, y la autora describe con más o menos detalle sus peripecias sexuales, así como sus tormentos. 
La novela consta de dos largas cartas (que aparecen como volúmenes I y II de la edición original) dirigidas a una conocida anónima, identificada únicamente como «Madam», escritas por Frances «Fanny» Hill, una inglesa adinerada de mediana edad que lleva una vida plena con su amado esposo Charles y sus hijos. Fanny, persuadida por la «Madam», le cuenta las etapas escandalosas de su vida anterior, lo que hace con la «verdad pura y desnuda» como principio rector.
La primera carta comienza con un breve relato de la infancia empobrecida de Fanny en un pueblo de Lancashire. A los 14 años, pierde a sus padres por la viruela, llega a Londres en busca de trabajo doméstico, pero se ve atraída a un burdel. Allí es testigo de un encuentro sexual entre una pareja mayor fea y otro entre una pareja joven y atractiva, y participa en un encuentro lésbico con Phoebe, una prostituta bisexual. Un cliente, Charles, conoce a Fanny y se enamoran a primera vista, lo que lleva a Charles a inducir a Fanny a escapar, pagando una suma de dinero para asegurar que escape. Fanny pierde su virginidad con Charles y se convierte en su amante. Charles es enviado engañado a los Mares del Sur, y Fanny es llevada por la desesperación y la pobreza a convertirse en la mujer mantenida de un rico comerciante llamado Sr. H—. Tras disfrutar de un breve período de estabilidad, ve al Sr. H— teniendo un encuentro sexual con la propia mucama de Fanny, por lo que en venganza se decide a seducir a Will (el joven lacayo del Sr. H—). Es descubierta por el Sr. H— justo cuando está teniendo un encuentro sexual con Will. Después de ser abandonada por el Sr. H— Fanny se convierte en prostituta para clientes adinerados en una burdel dirigido por la Sra. Cole. Esto marca el final de la primera carta.
La segunda carta comienza con una rumiación sobre el tedio de escribir sobre el sexo y la dificultad de mantener un curso intermedio entre el lenguaje vulgar y «metáforas remilgadas y circunlocuciones pretenciosas». Fanny describe entonces sus aventuras en la casa de la Sra. Cole, que incluyen una orgía pública, una venta falsa elaboradamente orquestada de su «virginidad» a un rico ingenuo llamado Sr. Norbert, y una sesión sadomasoquista con un hombre que involucra flagelación mutua con ramas de abedul. Estos episodios aparecen intercalados con narrativas que no involucran a Fanny directamente; por ejemplo, otras tres chicas de la casa (Emily, Louisa y Harriett) describen como perdieron su virginidad, y la ninfómana Louisa seduce al inmensamente bien dotado pero imbécil «Dick el bueno». Fanny también describe relaciones sexuales anales entre dos jóvenes (eliminados de varias ediciones posteriores). Con el tiempo Fanny se retira de la prostitución y se convierte en la amante de un hombre rico y de mundo de 60 años (descrito por Fanny como un «hedonista racional»). Esta fase de la vida de Fanny ocasiona su desarrollo intelectual, y la deja rica cuando su amante muere de un resfriado repentino. Poco después, tiene un encuentro casual con Charles, que ha regresado empobrecido a Inglaterra después de naufragar. Fanny ofrece su fortuna a Charles incondicionalmente, pero él insiste en casarse con ella.

Los personajes desarrollados de la novela incluyen a Charles, la Señora Jones (la casera de Fanny), la Sra. Cole, Will, el Sr. H y el Sr. Norbert. La prosa incluye frases largas con muchas cláusulas subordinadas. Su moralidad es convencional para la época, ya que denuncia la sodomía, ve con malos ojos el vicio y aprueba sólo las uniones heterosexuales basadas en el amor mutuo.

## Galería
Ilustraciones de Édouard-Henri Avril para Fanny Hill:

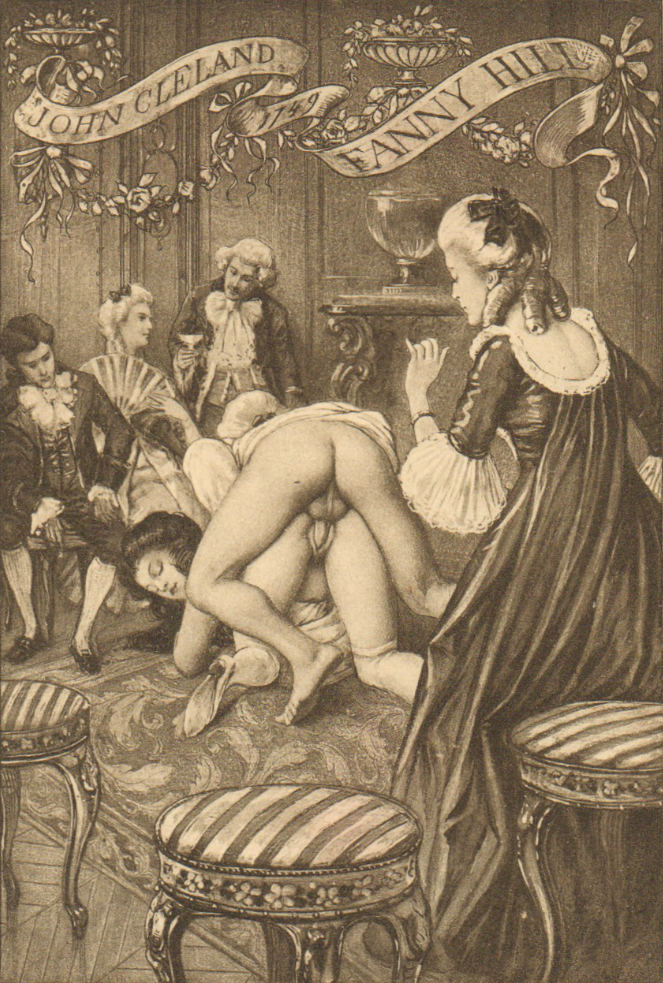
I La ceremonia de iniciación de Fanny
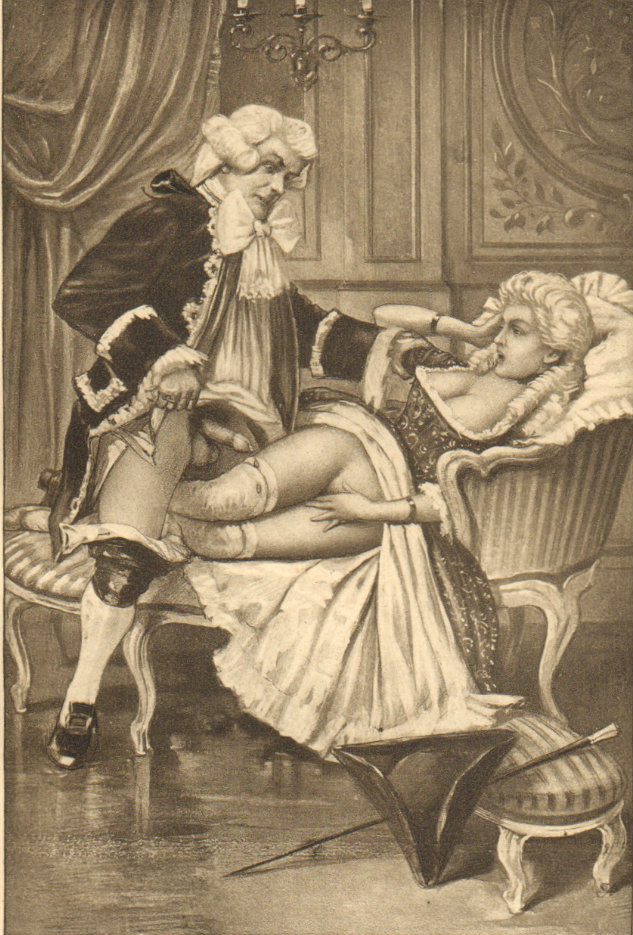
II Mr Croft intenta seducir a Fanny
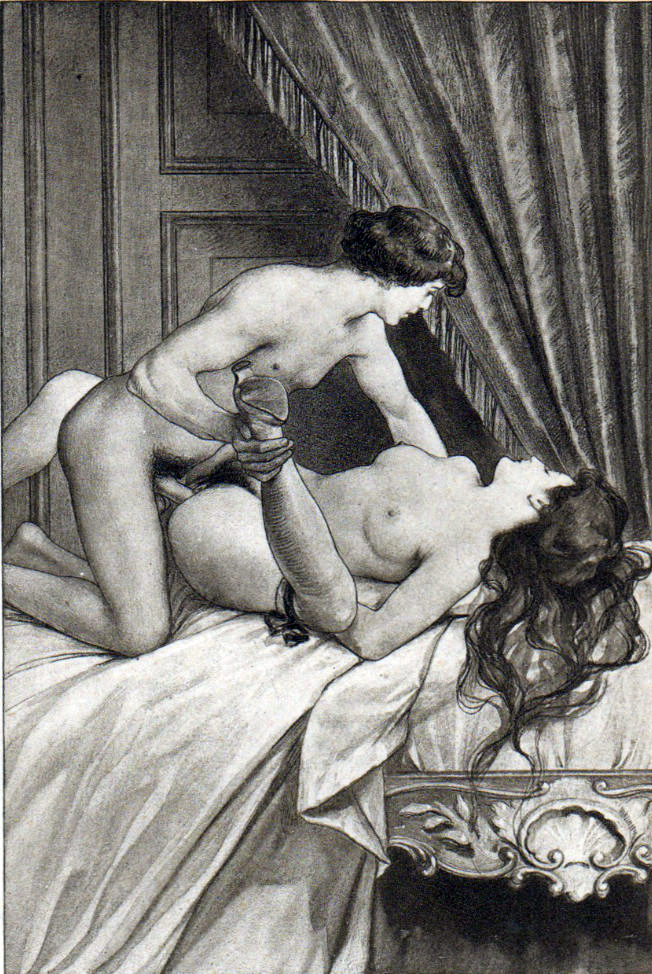
III Polly Philips y el joven italiano
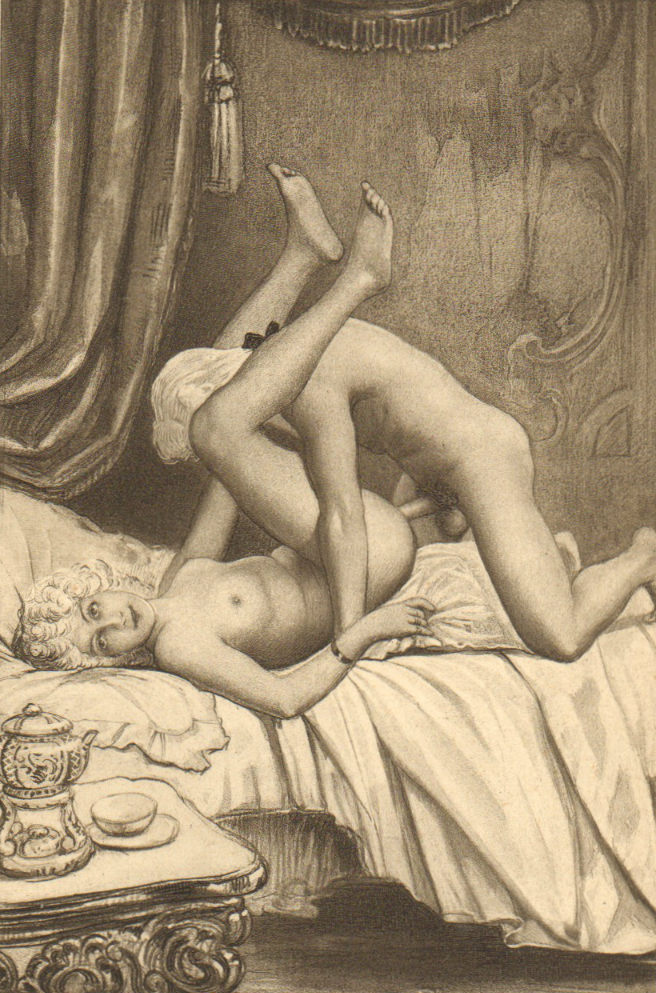
IV Charles arranca la flor de virginidad de Fanny
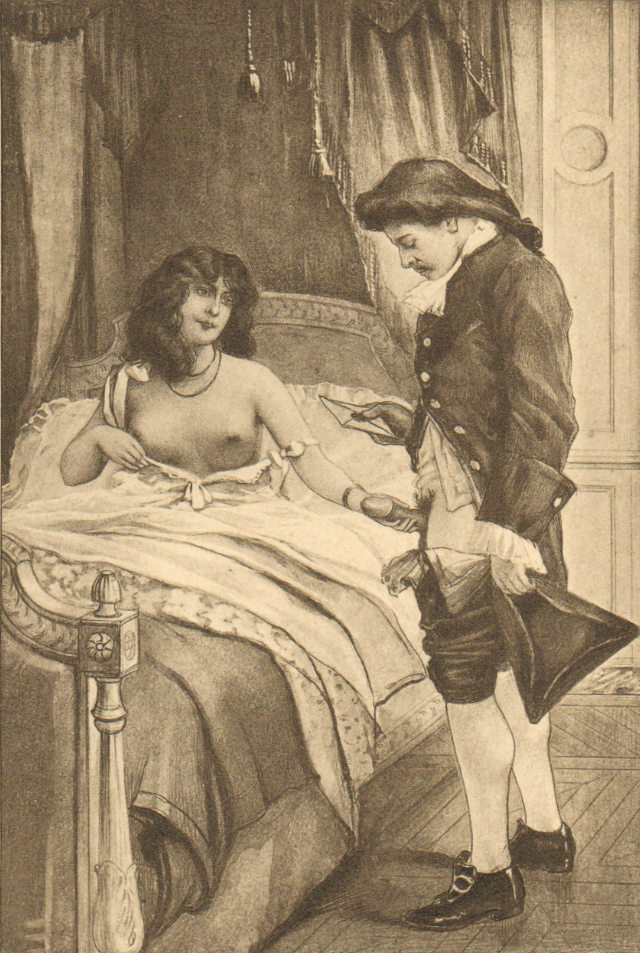
V Fanny envalentona a William
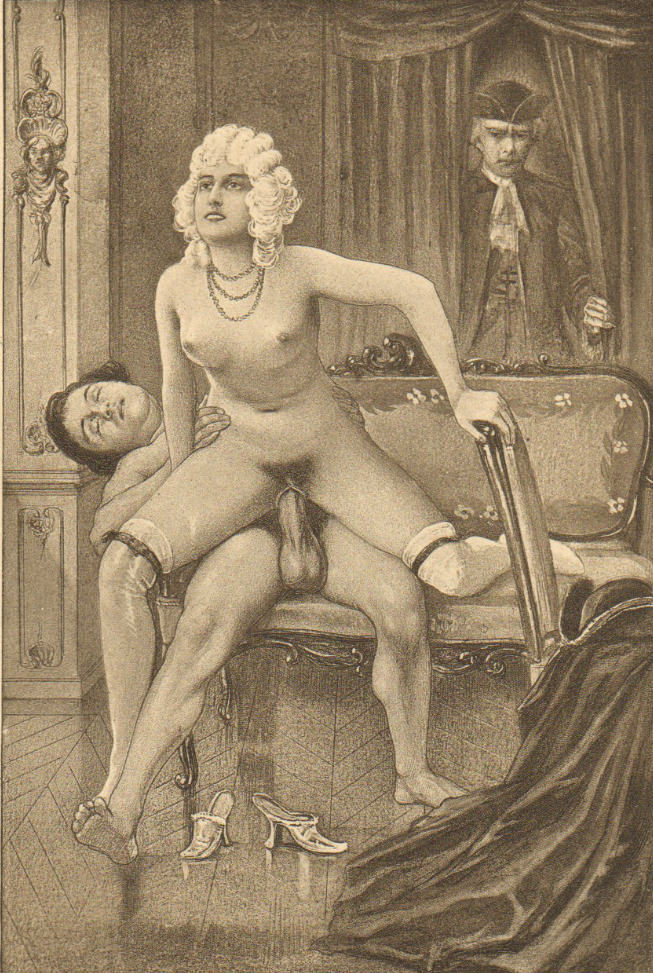
VI Mr. H... sorprende a Fanny y a William
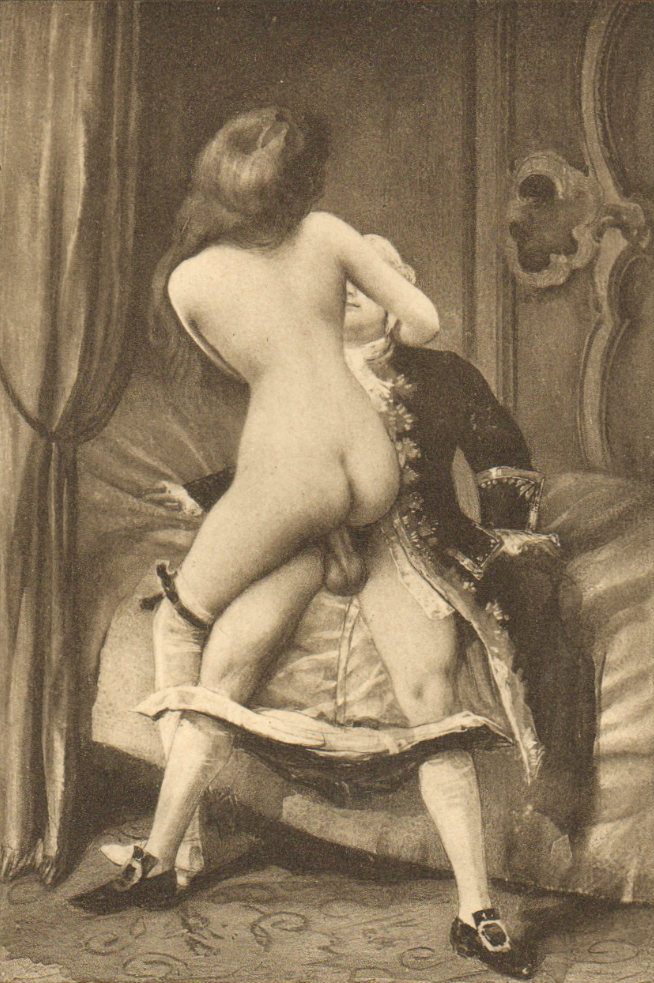
VII Louisa y el hijo del inquilino
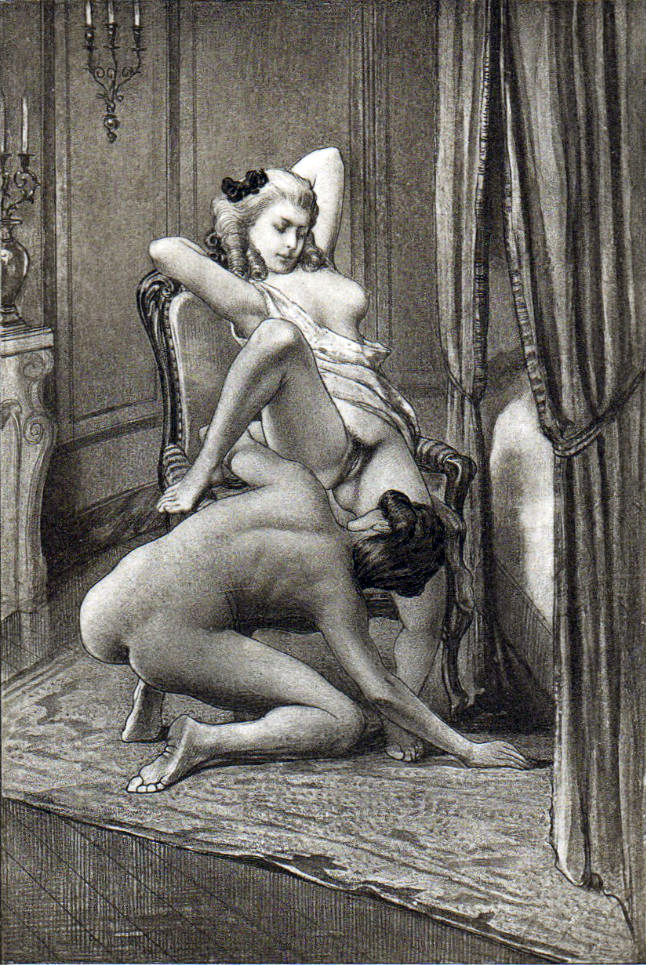
VIII Los encantos de Fanny expuestos
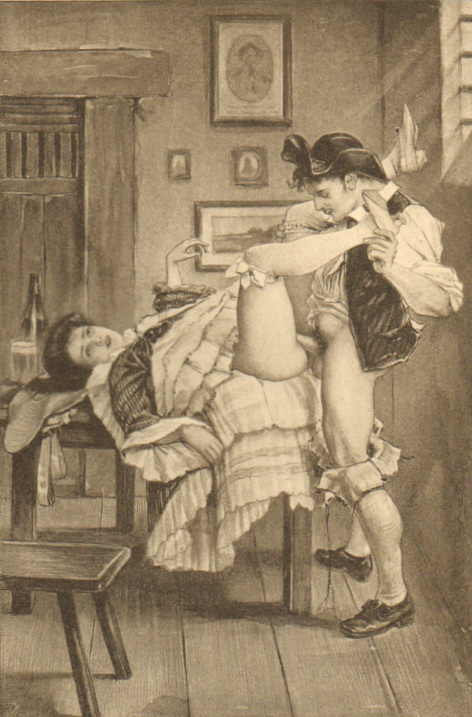
IX Fanny y el marinero
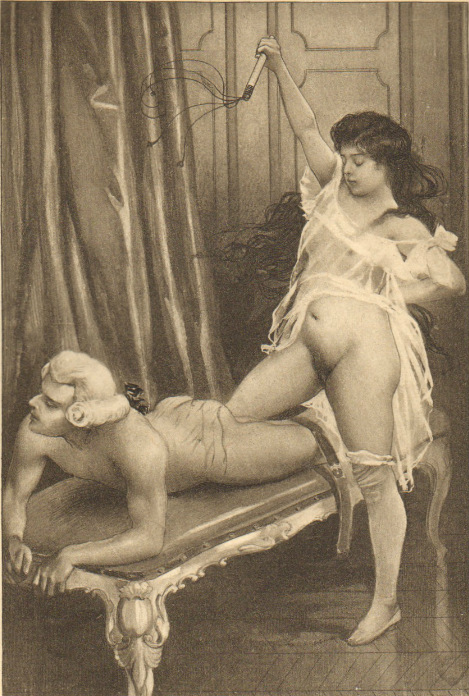
X Fanny azota a Mr. Barville
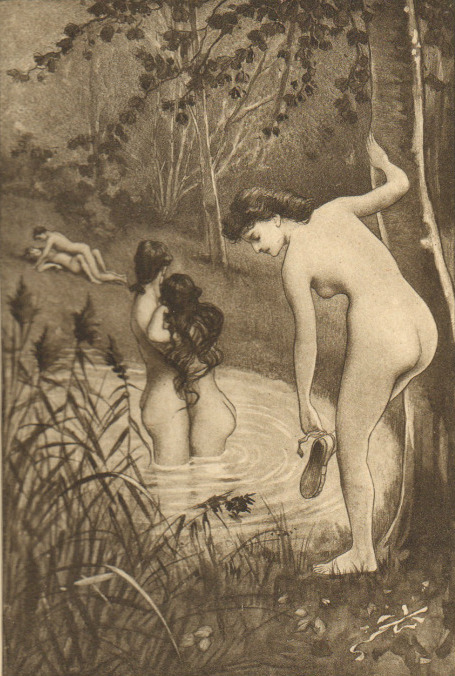
XI La fiesta del baño
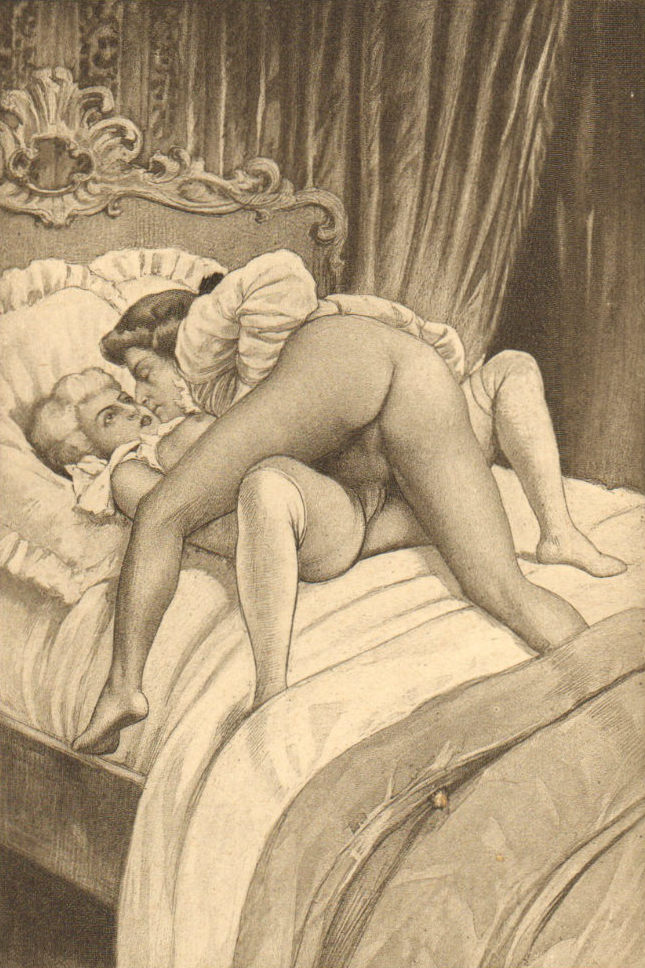
XII Charles y Fanny